# Domèvre-sous-Montfort
Domèvre-sous-Montfort là một xã, nằm ở tỉnh Vosges trong vùng Grand Est của Pháp. Xã này có diện tích 3,28 km², dân số năm 1999 là 55 người. Xã này nằm ở khu vực có độ cao từ 294–391 m trên mực nước biển.

## Biến động dân số
| 1962                                         | 1968 | 1975 | 1982 | 1990 | 1999 |
| -------------------------------------------- | ---- | ---- | ---- | ---- | ---- |
| 66                                           | 72   | 64   | 62   | 55   | 55   |
| Số liệu từ năm 1962: Dân số không tính trùng |      |      |      |      |      |